# Dove finisce il colore delle fotografie lasciate al sole
Dove finisce il colore delle fotografie lasciate al sole è il primo album in studio del cantautore italiano Diego Perrone, pubblicato il 15 marzo 2012 da La Voce del Gregge.

## Descrizione
Nell'album sono presenti due cover: Pop Life di Prince e Summer on a Solitary Beach di Franco Battiato. Entrambe le cover sono legate alla vita di Perrone e sono inoltre molto diverse rispetto alle originali versioni. All'album hanno collaborato artisti come Caparezza, Dade e Tozzo dei Linea 77, Davide Tomat e Gabriele Ottino dei N.A.M.B., gli ultimi due collaboratori con Perrone nei Niagara.
Sono stati girati i videoclip delle canzoni Rainy Baby per la regia di Gabriele Ottino (che ha collaborato all'album anche come musicista) e di Santo Stefano per la regia di Ottopiùotto (a cui hanno partecipato Caparezza e i componenti del gruppo che lo accompagnano nei concerti del rapper pugliese, ossia Alfredo Ferrero, Gaetano Camporeale e Giovanni Astorino).

## Le canzoni
- Uno di quei giorni parla della frenesia della vita di tutti i giorni.
- Cambia sempre parla degli errori commessi nel passato.
- Jackie Treehorn trae ispirazione da Lujion di Henry Mancini. Il titolo della canzone è un riferimento all'omonimo personaggio del film Il grande Lebowski.
- Rainy Baby è stata scritta insieme a Davide Pavanello dei Linea 77 nel 2002 e, successivamente, Perrone ne ha scritto il testo.[3]
- Pop Life è un brano originariamente interpretato da Prince ed è stata arrangiata in una veste più elettronica rispetto all'originale.[4]
- Santo Stefano parla del disagio di essere nel posto sbagliato. La parte del testo cantata da Caparezza è stata scritta dal rapper pugliese e presenta una citazione del brano Rotta per causa di egon degli Uochi Toki. La citazione riguarda il verso "E poi leggo Dostoevskij nei cessi del posto" che si rifà a "E poi mi becco con gli altri, mi porto di certo lo zaino pieno di armi, attrezzi ed un libro di Dostoevskij".[5] Altre citazioni sono Harder, Better, Faster, Stronger e Technologic dei Daft Punk, I Gotta Feeling dei Black Eyed Peas e Diskow Moskow dalla canzone Moskow Diskow dei Telex.
- Summer on a Solitary Beach  è un brano originariamente interpretato da Franco Battiato, presente nel disco La voce del padrone, che Perrone ricevette come regalo all'età di 7 anni.
- Surf 2012 parla di una Torino sommersa dalle acque, in seguito ai cambiamenti climatici ed è stata composta in seguito alla visita di una mostra sull'ecologia.[3][6]
- We All Made 4 Love è un brano in gran parte strumentale, in quanto viene cantato ripetutamente il titolo attraverso l'utilizzo di un vocoder.

## Tracce
Testi e musiche di Diego Perrone, eccetto dove indicato.
1. Uno di quei giorni – 4:50
2. Cambia sempre – 4:16
3. Jackie Treehorn – 5:32
4. Rainy Baby – 5:23 (Diego Perrone, Davide Pavanello)
5. Pop Life – 4:11 – originariamente interpretata da Prince
6. Santo Stefano (feat. Caparezza) – 4:53 (Diego Perrone, Caparezza)
7. Summer on a Solitary Beach – 5:06 – originariamente interpretata da Franco Battiato
8. Surf 2012 – 6:32
9. We All Made 4 Love – 4:58

## Formazione
- Diego Perrone – voce, sintetizzatore, batteria elettronica, chitarra, vocoder
- Davide Pavanello – basso in Uno di quei giorni, Jackie Treehorn, Santo Stefano
- Gabriele Ottino – basso in Cambia sempre; basso sintetizzatore in Surf 2012
- Davide Tomat – sintetizzatore in Pop Life e in Santo Stefano; basso sintetizzatore in Santo Stefano
- Danilo Novajra – pianoforte in Pop Life
- Cristian Montanarella – batteria in Uno di quei giorni, Cambia sempre, Jackie Treehorn e Santo Stefano
- Caparezza – voce in Santo Stefano
- Alberto Bianco – chitarra in Cambia sempre